# Davor Dominiković
Davor Dominiković fue un jugador de balonmano croata que jugó de lateral izquierdo. Su último club fue el HBW Balingen-Weilstetten alemán y fue internacional con la selección de balonmano de Croacia. Con la selección ganó la medalla de oro en los Juegos Olímpicos de Atenas 2004.

## Palmarés

### RK Metkovic
- Copa de Croacia de balonmano (2): 2001, 2002
- Copa EHF (1): 2000

### RK Zagreb
- Liga de Croacia de balonmano (2): 1998, 1999
- Copa de Croacia de balonmano (2): 1998,  1999

### Barcelona
- Liga Asobal (1): 2006
- Liga de los Pirineos (1): 2006
- Liga de Campeones de la EHF (1): 2005

### Portland
- Copa Asobal (1): 2007

## Clubes
- RK Metkovic (1995-1997)
- RK Zagreb (1997-1999)
- RK Metkovic (1999-2002)
- THW Kiel (2002-2003)
- SG Kronau Östringen (2003-2004)
- Algeciras BM (2004)
- FC Barcelona (2004-2006)
- Portland San Antonio (2006-2010)
- Paris HB (2010-2011)
- US Ivry Handball (2011-2013)
- HSV Hamburg (2013-2016)
- HBW Balingen-Weilstetten (2016-2017)[3]